# Famille Szécsen
La famille Széchen de Temerin (en hongrois : temerini Széchen család) était une famille aristocratique hongroise.